# Arsenal
 For alternative betydninger, se Arsenal (flertydig). (Se også artikler, som begynder med Arsenal)
Et arsenal (fra italiensk arsenale, oprindeligt fra arabisk værksted) (også tidligere tøjhus) er et anlæg for konstruktion, reparation, opbevaring og uddeling af våben og ammunition.
Et stort arsenal, som kan forny materiellet til en stor armé, omfatter kanonfabrik, vognfabrik, laboratorium, ammunitionsfabrik, våbenfabrik, teltfabrik og krudtfabrik; derudover skal anlægget have en stor opbevaringskapacitet og depoter. I mindre arsenaler kan fabrikkerne være erstattet af værksteder.